# Wim Overgaauw
Wim Overgaauw (Hilversum, 23 november 1929 - aldaar, 30 november 1995) was een Nederlands jazzgitarist.
Overgaauw begon zijn carrière als violist en speelde twee jaar in een strijkorkest. Daarna stapte hij over op gitaar en trad samen met Nick Vollebregt op in clubs voor Amerikaanse militairen. In de jaren 50 trad hij onder andere op met Wessel Ilcken en leidde later eigen groepen. Hij werd in de jaren 60 vooral bekend als lid van het Pim Jacobs Trio en als begeleider van zangeres Rita Reys. Hij maakte ook opnamen met bijvoorbeeld Lee Konitz en begeleidde Cannonball Adderley, Sam Jones en Jimmy Raney. Voor zijn eerste solo-album Don't Disturb ontving Overgaauw in 1971 een Edison. 
Gedurende vele jaren was hij docent aan het Hilversums Conservatorium, waar hij onder anderen Jesse van Ruller, Martijn van Iterson en Maarten van der Grinten tot zijn studenten mocht rekenen.
Van nature bescheiden meed hij in zijn laatste jaren optredens in het openbaar. In een interview in 1994 gaf hij aan beïnvloed te zijn door zijn studenten en door jonge gitaristen als David Gilmore uit de band van Steve Coleman. Hij componeerde ook muziek voor film en televisie, gaf gitaar-workshops en schreef het leerboek „The European Jazz Guitar“.

## Discografie
- 1970: Don't Disturb (in 1971 bekroond met een Edison)
- 1971: Sagittarius
- 1972: De beste van de Edison winnaars (met Louis van Dijk, Rita Reys, Chris Hinze, Thijs van Leer en Ann Burton)
- 1972: The Best of Burt Bacharach (met Louis van Dijk, Rita Reys en Chris Hinze)
- 1973: Nuages (hoogste positie in LP top 50: #11)
- 1974: The Best of Michel Legrand (met Louis van Dijk, Rita Reys en Rogier van Otterloo)
- 1976: Midnight Moods (met Malando en zijn orkest)
- 1977: Blue Guitar
- 1978: Dedication
- 1978: 'Round Midnight
- 1980: Collage (compilatie)
- 1988: In the mood for... Blue Guitar

- Bibliothèque nationale de France: cb14004754j (data)
- International Standard Name Identifier: 0000 0003 7281 3775
- Library of Congress Control Number: no2014070236
- MusicBrainz: a030c03b-a32d-4b46-83b5-ce2b94e846a2
- Nederlandse Thesaurus van Auteursnamen: 100134920
- Virtual International Authority File: 288023562
- WorldCat: E39PBJgcYVPWJ9QQFPkBVyDXh3